# لورنا بنیتز
لورنا بنیتز (انگلیسی: Lorena Benítez؛ زادهٔ ۳ دسامبر ۱۹۹۸) بازیکن فوتبال اهل آرژانتین است.

وی همچنین در تیم‌های ملی فوتبال Argentina women's national under-20 football team, Argentina women's national under-20 futsal team، زنان آرژانتین، و Argentina women's national futsal team بازی کرده‌است.